# Robert Mundheim
Robert Harry Mundheim (geboren 24. Februar 1933 in Hamburg) ist ein US-amerikanischer Wirtschaftsjurist und Finanzwissenschaftler.

## Leben
Robert Mundheim ist ein Sohn des Alfred Mundheim und der Cecile Cohen. Er hat einen älteren Bruder. Sein Vater ging 1938 als Verfolgter des NS-Regimes in die USA und holte 1939 die Familie nach. Mundheim studierte am Havard College mit einem Bachelor-Abschluss 1954 und an der Harvard Law School mit einem LL.B. 1957. Er leistete 1961/62 Wehrdienst in der US Air Force und war in West-Berlin eingesetzt.
Mundheim wurde 1958 in die New York State Bar Association aufgenommen und arbeitete bis 1961 bei der Anwaltskanzlei Shearman & Sterling und danach für ein Jahr bei der Securities and Exchange Commission.
Mundheim begann seine akademische Karriere 1964 mit einer Gastprofessur an der Duke Law School und war dann, mit Unterbrechungen, von 1965 bis 1992 als  Rechtsprofessor an der University of Pennsylvania (UPenn) und deren Law School tätig, er diente von 1982 bis 1989 außerdem als Dekan (Dean). Mit dem am UPenn lehrenden Juristen Noyes E. Leech gründete er 1978 das Journal of International Economic Law, es erschien ab 1983 unter dem Titel Journal of comparative business and capital market law. Zwischendurch arbeitete er von 1977 bis 1980 als Regierungsberater beim U.S. Treasury Department. Mundheim ging 1992 in die Privatwirtschaft zu Fried, Frank, Harris, Shriver & Jacobson, wechselte im selben Jahr als Berater zu Salomon, Inc. und arbeitete von 1997/98 bei Salomon Smith Barney Holdings. Nach 1999 war er erneut bei Shearman & Sterling tätig und lehrte außerdem an der University of Arizona. 
Mundheim erhielt im Jahr 2007 das Bundesverdienstkreuz 1. Klasse. Die New School ehrte ihn 2019 als Doctor of Humane Letters.    